# Gabriele Raether

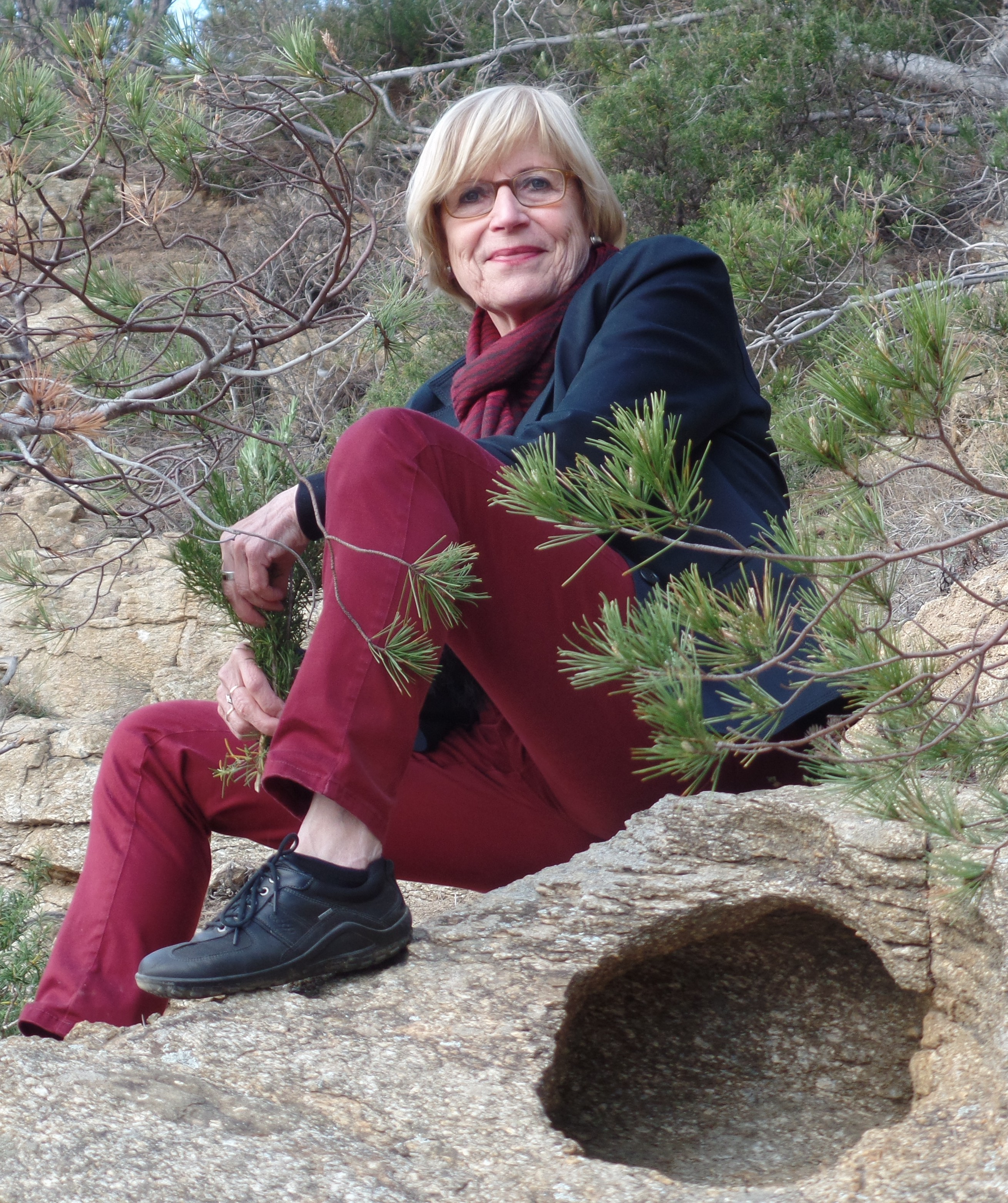
Gabriele Lohmann-Raether (2016)

Gabriele Raether, geborene Gabriele Ober, 2. Ehename Gabriele Lohmann (* 15. Januar 1947 in Magdeburg) ist eine deutsche Studienrätin und Autorin.

## Leben
Wegen Beteiligung am Aufstand vom 17. Juni 1953 kam Gabriele Raethers Vater für 17 Monate ins Zuchthaus, danach flüchtete die Familie aus der DDR. Als Kind nichtakademischer Eltern in einer Flüchtlingssiedlung in Köln-Ostheim aufwachsend, absolvierte sie den zweiten Bildungsweg (Realschule und Aufbaugymnasium). Nach dem Abitur 1966 studierte sie Germanistik, Biologie, Philosophie und Pädagogik an der Universität zu Köln und an der Ruprecht-Karls-Universität Heidelberg. Ihre frühen Interessensgebiete waren neben Natur, Literatur und Politik besonders Sozialisationstheorien, Gerechtigkeits- und Klassenfragen, das Verhältnis von Mann und Frau (historisch, soziologisch, psychologisch) und weibliche Biographien. Während eines halbjährigen USA-Aufenthaltes 1968 knüpfte sie Kontakte zur Frauenbewegung Women’s Liberation Movement.
1971 heiratete sie den Romanisten Martin Raether und zog nach Heidelberg. Nach der Scheidung 1974 brach sie ihre Promotion ab und ging in den Schuldienst. 1986 heiratete sie in zweiter Ehe den Publizisten Hans-Martin Lohmann und bekam 1987 eine Tochter.
Ein von ihr 1989 veröffentlichter Beitrag zum Thema Koedukation in der Zeitschrift Emma führte zu einem Skandal an der Schule, Mobbing, einer Anhörung im Regierungspräsidium und dem Wechsel des Gymnasiums. Dort war sie acht Jahre Frauenvertreterin.

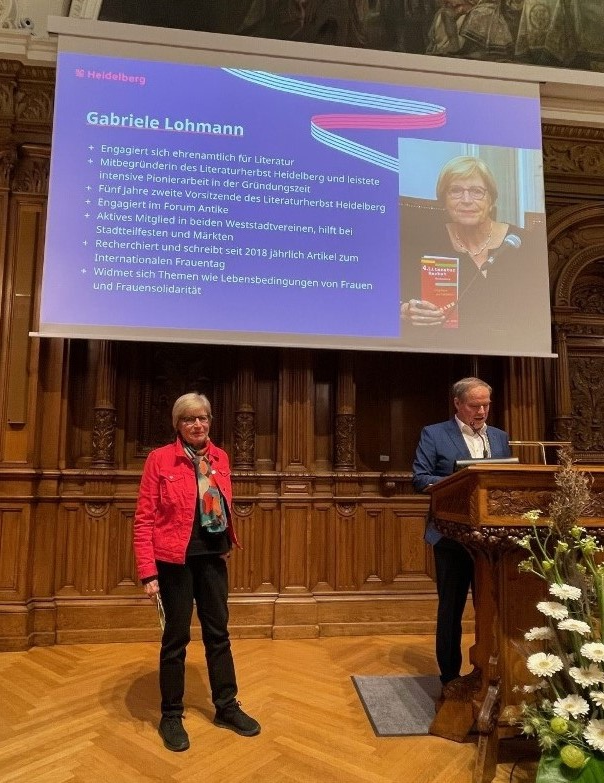
Ehrenamtsmedaille (2024)

Nach der Pensionierung entfaltete sie neue Aktivitäten und betätigt sich u. a. wieder literarisch. 2014 wurde Heidelberg „UNESCO City of Literature“ und Gabriele Lohmann engagierte sich als Mitbegründerin und fünf Jahre lang als zweite Vorsitzende des Literaturnetzes und LiteraturHerbstes Heidelberg, des jährlich stattfindenden Lesefestivals der regionalen Literaturszene. Für zwei Jahre war sie auch Mitglied des Vorstands im Freundeskreis „Forum Antike“ des Archäologischen Instituts der Universität Heidelberg.
Seit 2018 veröffentlicht sie regelmäßig in der Rhein-Neckar-Zeitung zum Weltfrauentag unter dem Namen Gabriele Lohmann Artikel über bedeutende Frauen.
In dritter Ehe heiratete sie 2019 den Physiker Johannes Jochim.
Am 28. November 2024 erhielt sie im Heidelberger Rathaus von OB Würzner die Ehrenamtsmedaille für ihr Literaturengagement.

## Schriften
Monografien
- Alexandra Kollontai zur Einführung, Junius Verlag, Hamburg 1986, ISBN 978-3-88506-822-8[7]
  - Italienische Ausgabe: Aleksandra Kollontaj. Libertà sessuale e libertà comunista – In appendice La piattaforma dell'Opposizione operaia. Übersetzung durch Paola De Albertis, Erre Emme, Pomezia (Roma) 1996, ISBN 978-3-88506-822-8.

Unselbständige Schriften
- Beitrag in Eva-Maria Knapp-Tepperberg (Hrsg.): deFloration – entBlütung. Autobiographisches zu einem weiblichen Thema. Materialis Verlag, Frankfurt 1985, ISBN 978-3-88535-103-0.
- Alexandra Kollontai – eine libertäre Kommunistin. In: Graswurzelrevolution Nr. 120 Oktober 1987, S. 27–28.
- Rabauken bändigen ist an manchen Tagen ihre Hauptbeschäftigung. In: Emma 1/1989, S. 26–27.
- Skandal an der Schule. In: Emma 6/1990, S. 58–59.
- Rezension zu: Ruth Berlau: Jedes Tier kann es. In: Neue Gesellschaft/Frankfurter Hefte Bd. 37, 1990, S. 282–283.
- Freud – ein Antifeminist? Frauenbewegung und Psychoanalyse um die Jahrhundertwende. In Karola Brede (Hrsg.): Befreiung zum Widerstand. Aufsätze über Feminismus, Psychoanalyse und Politik. Margarete Mitscherlich zum 70. Geburtstag.  Fischer-Taschenbuch-Verlag, Frankfurt a. M. 1987, ISBN 978-3-596-26789-7, S. 183–196[8]
- Die vergessene Tochter der Revolution (Artikel über Alexandra Kollontai). In: Rhein-Neckar-Zeitung vom 25. Oktober 2017, Seite 12.
- Eine Kämpferin gegen die Grausamkeit auf der Welt (Artikel über Clara Immerwahr). In: Rhein-Neckar-Zeitung vom 8. März 2018, Seite 12.
- Gegen alle Widerstände (Artikel über Louise Otto-Peters). In: Rhein-Neckar-Zeitung vom 8. März 2019, Seite 18.
- Eine Frau auf allen Ebenen (Artikel über Helene Stöcker). In: Rhein-Neckar-Zeitung vom 8. März 2020, Seite 6.
- Keine „Frauenrechtlerin“ – lieber eine Radikale (Artikel über Hedwig Dohm). In: Rhein-Neckar-Zeitung vom 8. März 2021, Seite 12
- Die Erfinderin des Frauentags (Artikel über Clara Zetkin). In: Rhein-Neckar-Zeitung vom 8. März 2022, Seite 20
- Die Waffen nieder (Artikel über Bertha von Suttner). In: Rhein-Neckar-Zeitung vom 8. März 2023, Seite 19
- Das ungewöhnliche Leben der Marianne Weber (Artikel über Marianne Weber). In: Rhein-Neckar-Zeitung vom 8. März 2024, Seite 12
- Streitbare Feministin (Artikel über Bertha Pappenheim) In: Rhein-Neckar-Zeitung vom 8. März 2025, Magazin zum Wochenende, Seite 2